# Округ Ролс (Мисури)
Округ Ролс (енгл. Ralls County) је округ у америчкој савезној држави Мисури.

## Демографија
По попису из 2010. године број становника је 10.167, што је 541 (5,6%) становника више него 2000. године.
| Група             | 2000.         | 2010.         |
| Белци             | 9.393 (97,6%) | 9.828 (96,7%) |
| Афроамериканци    | 107 (1,1%)    | 108 (1,1%)    |
| Азијати           | 8 (0,1%)      | 20 (0,2%)     |
| Хиспаноамериканци | 42 (0,4%)     | 98 (1,0%)     |
| Укупно            | 9.626         | 10.167        |